# البقاع (السعودية)
البقاع قرية سعودية، في ينبع النخل , منطقة المدينة المنورة، تقع شمال شرق ينبع البحر وتبعد عنها حوالي 20 كلم. ويسكنها اليوم بني ثقيف. 